# Hylocereeae
Els Hylocereeae són una tribu dels cactus. Es troba en els boscos tropicals d'Amèrica Central, que són escaladors o epífits, a diferència de la majoria dels cactus. En la classificació dels Grups sistemàtics Internacional de les Cactaceae de l'Organització Internacional per a l'Estudi de Plantes Suculentes, la tribu té sis gèneres.
Els membres de l'Hylocereeae tenen tiges sense fulles (o aparentment sense fulles) aplanades que actuen com de la planta fotosintètics òrgans. Relativament grans flors es porten als costats de les tiges. En moltes espècies s'obren a la nit. Les plantes conegudes com a "híbrids epiphyllum" o "epiphyllums", àmpliament conreat per les seves flors, són híbrids d'espècies dins d'aquesta tribu, particularment Disocactus, Pseudorhipsalis i Selenicereus, amb menor freqüència Epiphyllum, malgrat el nom comú.

## Gènere
La classificació dels Grups Sistemàtics Internacionals de les Cactaceae reconeix sis gèneres dins de la tribu:
- Disocactus Lindl. – inclou Aporocactus, Nopalxochia
- Epiphyllum Haw.
- Hylocereus (A.Berger) Britton i Rose
- Pseudorhipsalis Britton & Rose
- Selenicereus (A.Berger) Britton & Rose
- Weberocereus Britton & Rose

Disocactus × Epiphyllum han estat anomenats ×Disophyllum Innes.